# Adenia fruticosa
Adenia fruticosa là một loài thực vật có hoa trong họ Lạc tiên. Loài này được Burtt Davy mô tả khoa học đầu tiên năm 1926.